# Pedra Lavrada
Pedra Lavrada est une ville brésilienne du centre de l'État de la Paraíba.
Sa population était estimée à 6 810 habitants en 2007. La municipalité s'étend sur 352 km2.